# Tsendiin Dondogdulam
Tsendiin Dondogdulam (ur. 15 listopada 1876 w ajmaku chentejskim, zm. 14 stycznia 1923) – królowa małżonka Mongolii, pierwsza żona Bogda Chana.

## Życiorys

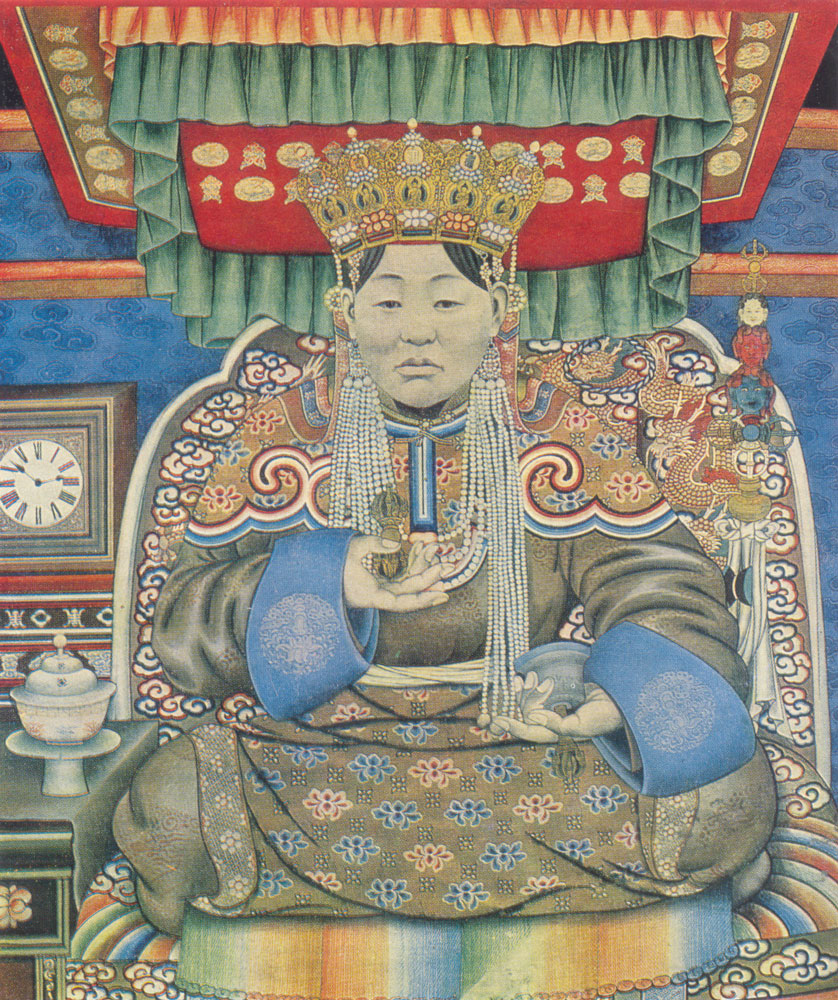
Dondogdulam na obrazie Mardzana Szarawa z około 1924

Pochodziła z rodziny książęcej. Miała wielu braci i sióstr. Jej ród uchodził za potomków Czyngis-chana.
Poznała Bogda Chana w 1895 podczas jego wizyty w klasztorze Erdenedzuu. Spotkali się rok później, a następnie w 1900 w Amarbayasgalant. Dondogdulam była druhną najstarszej żony Jonon-wan Tsogbadrah, który towarzyszył wówczas Bogda Chanowi.
Pobrali się w 1902. W Dondogdulam rozpoznano dakinię i manifestację Białej Tary (mong. Tsagaan Dar Eh). W 1903 na jego utrzymanie przeznaczono ajmak, a w Ułan Bator stworzono świątynię Eh-Daginin-aimgyin-khural. W 1911, po ogłoszeniu przez Mongolię niepodległości, otrzymała tytuł Ulsyn Eh Dagin (Matka Dakini Państwa).
Królowa adoptowała syna, Chubilgana Yalguusana Khutukhtę. Jego losy po rewolucji komunistycznej w 1921 nie są znane. Poza tym, zgodnie ze zwyczajem, małżonkowie adoptowali i wychowali wiele dzieci z rodzin, w których szybko umierało potomstwo. Jednym z nich był L. Murdorj, mongolski kompozytor. Wraz z mężem Dondogdulam zainicjowała powstanie i stworzyła rezydencję królewską, w której regularnie gościła artystów i rzemieślników. Pałac, dotąd rezydencja jedynie o znaczeniu religijnym, został przebudowany.
Była świetnie wykształcona. Umiała pisać i czytać po mongolsku i tybetańsku. Miała umiejętności manualne, haftowała, potrafiła malować. Prowadziła rytuały modlitewne, recytowała sutry buddyjskie. Miała dźwięczny głos. Jej nauczycielem był uczony lama Luvsandondov. Była pobożna.
Była wrażliwą, pogodną i energiczną kobietą. Strzelała z łuku, łowiła ryby, wszędzie towarzyszyła mężowi. Świetnie jeździła konno. Mongołowie mówili o niej tylko jako o bogini. Była praktyczna, rozsądna, umiała zarządzać pałacem. Nie zależało jej na luksusach, choć 10% majątku Bogdo Chana, który kontrolował 25% bogactw Mongolii, należało do niej. W czasie letnich pobytów z mężem we wsi Khudon doiła krowy i wykonywała prace domowe.
Według niektórych doniesień na przyjęciu wydanym na cześć przybycia Qing Amban Sando, przedstawiciela cesarza Mandżukuo, królowa odmówiła oddania mu pokłonu. Bogda Chan odpowiedział: Nie może ci się kłaniać, ponieważ jest moją królową. Dondogdulam wspierała męża w walce o niepodległość Mongolii. W 1921 zainspirowała go do walki o wolność po tym, jak na 40 dni trafili do aresztu domowego z inspiracji chińskich oddziałów republikańskich. W wyniku tajnej operacji specjalnych oddziałów mongolskich Bogda Chan został uwolniony, wypędził wojska chińskie i przywrócił monarchię absolutną oraz niepodległość Mongolii.
W latach 1921–1922, w czasie rządów komunistów, Dondogdulam przeciwstawiała się ich działaniom mającym na celu zniszczenie kultury mongolskiej. 
Zmarła w wieku 49 lat z nieznanych przyczyn. Została skremowana w źródła rzeki Selb gol niedaleko Ułan Bator, gdzie często z mężem spędzała lato. Jej ciało zostało przetransportowane z honorami na wozie ciągniętym przez osiem koni i złożone w Dolinie Sharga Morit (Dolinie Gniadych Koni). Podobno w wyniku tego zabiegu na pobliskich przełęczach wyrosło osiem drzew, każde innego rodzaju. Istnieją do dziś.
W wyniku komunistycznej propagandy m.in. w mediach, gdzie przedstawiana była (wraz z mężem) jako zła władczyni, gnębiąca poddanych, została zapomniana.

## Upamiętnienie
Od czerwca 2011 w regionie, z którego pochodziła Dondogdulam, funkcjonuje miejsce pamięci poświęcony wybitnym mongolskim chankom.
W grudniu 2018 w muzeum Pałacu Bogd Khana w Ułan Bator zorganizowano wystawę The Last Queen of Mongolia. Można było zobaczyć m.in. przedmioty należące do królowej. Wystawa powstała w wyniku działań Urzędu Kultury i Sztuki oraz Instytutu Historii i Archeologii Mongolskiej Akademii Nauk.